# Frank Alexander (giocatore di football americano)
Frank Alexander (Baton Rouge, 17 dicembre 1989) è un ex giocatore di football americano statunitense che ha giocato nel ruolo di defensive end. Fu scelto nel corso del quarto giro (103º assoluto) del Draft NFL 2012 dai Panthers. Al college ha giocato a football ad Oklahoma.

## Carriera

### Carolina Panthers
Alexander fu scelto nel corso del quarto giro del Draft 2012 dai Carolina Panthers. Frank debuttò come professionista nella gara della settimana 1 persa contro i Tampa Bay Buccaneers in cui mise a segno un tackle e 2 passaggi deviati. Nel Thursday Night Football della settimana 3 perso contro i New York Giants, Alexander mise a segno il primo sack ai danni di Eli Manning. La sua stagione da rookie si concluse disputando tutte le 16 partite, 3 delle quali come titolare, con 18 tackle e 2,5 sack. Nella seconda disputò 12 partite con 15 tackle.
Il 2 maggio 2014, Alexander fu sospeso per quattro partite per avere assunto delle sostante proibite dalla lega.

## Palmarès

### Franchigia
- National Football Conference Championship: 1

Carolina Panthers: 2015

## Statistiche
| Partite totali      | 28  |
| Partite da titolare | 6   |
| Tackle totali       | 33  |
| Sack                | 3,5 |
| Intercetti          | 0   |
| Fumble forzati      | 0   |

Statistiche aggiornate alla stagione 2013